# På egna ben
På egna ben è un album in studio della cantante svedese Carola Häggkvist, pubblicato nel 1984.

## Tracce
1. På egna ben
2. I en sommarnatt
3. Terpsichore
4. Kärlekens natt
5. Här är mitt liv
6. Hand i hand
7. Om du törs
8. Amore
9. Så attraherad
10. Gjord av sten
11. Ge av dig själv
12. Du lever inom mig